# Натали, Джузеппе
Джузеппе Натали (итал. Giuseppe Natali; 1652, Казальмаджоре, Ломбардия — 1722) — итальянский живописец эпохи барокко.

## Биография
Джузеппе был членом большой семьи художников в Кремоне и не имел отношения к одноимённой семье музыкантов из Камерино в области Марке. Родоначальником художественной семьи был Джамбаттиста Джакомо, родившийся в Кремоне 22 марта 1563 года в приходе Сан-Сеполькро, сын Натали Гуардолино, торговца хлопком (имя матери остаётся неизвестным). Сыном Джамбаттисты и был Джузеппе Натали, родившийся в Казальмаджоре, недалеко от Кремоны. Ранее Джузеппе приписывали рисунки и гравюры, хранящиеся в Уффици, которые на самом деле принадлежат одноимённому Джован Баттисте Натали, известному как Иль Фальцетта, болонскому архитектору, работавшему в первой половине XVII века.
Джузеппе Натали стал известным живописцем-квадратуристом (мастером иллюзорных росписей в архитектуре) и получил первые уроки этого искусства у Джироламо Пеллизони Крешентини. Джузеппе находился под влиянием художников этого жанра в Риме и Болонье, в том числе Джироламо Курти, Анджело Микеле Колонны и Агостино Мителли.
Его братья Франческо, Лоренцо и Пьетро стали помощниками в его собственной мастерской. У него были сын и племянник по имени Джованни Баттиста Натали, оба художники.